# Refik Anadol

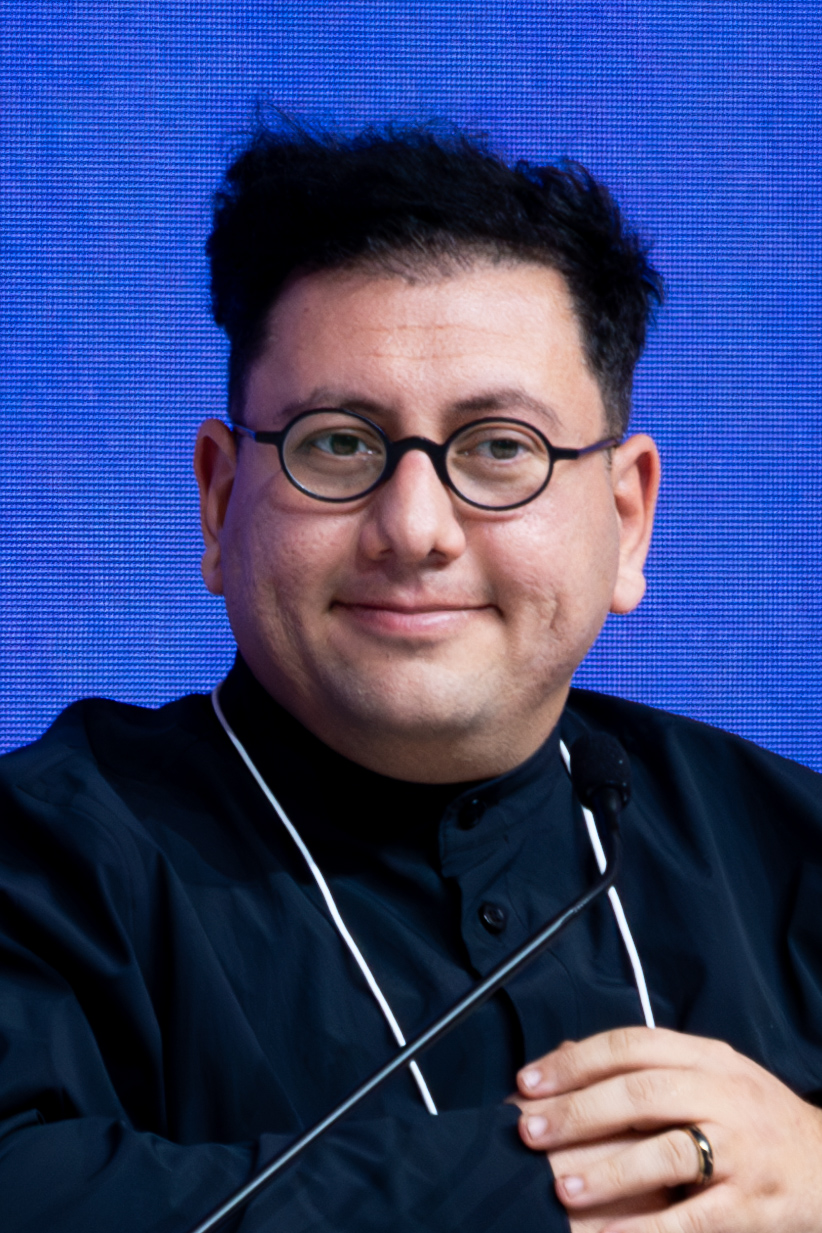
Refik Anadol, 2023

Refik Anadol (* 1985 in Istanbul) ist ein türkisch-amerikanischer Medienkünstler und Architekt, der für seine Arbeiten mit künstlicher Intelligenz und Daten bekannt ist.

## Leben
Anadol lebt in Los Angeles. Seine Arbeiten bestehen häufig aus datengesteuerten maschinellen Lernalgorithmen, die aus Datenströmen abstrakte, immersive, traumähnliche Umgebungen schaffen. Dabei werden traditionelle Medien, Architektur und Bewegtbild genutzt, um diese Erfahrungen zu schaffen. Die Arbeiten wurden unter anderem im Museum of Modern Art New York, dem Centre Georges-Pompidou in Paris, dem Weltwirtschaftsforum in Davos und dem Zentrum für Kunst und Medien in Karlsruhe ausgestellt. Mit seiner Arbeit „Infinity Room“ gewann er 2017 den German Design Award.

## Ausstellungen
- 2025: Glacier Dreams, Kunsthaus Zürich

## Auszeichnung
- 2017: German Design Award